# Lorinčík
Lorinčík  est un des quartiers de la ville de Košice.

## Histoire
Première mention écrite du village en 1248.
La localité fut annexée par la Hongrie après le premier arbitrage de Vienne le 2 novembre 1938. En 1938, on comptait 283 habitants. Elle faisait partie du district de Košice, en hongrois Kassai járás. Durant la période 1938 -1945, le nom hongrois Szentlőrincke était d'usage. À la libération, la commune a été réintégrée dans la Tchécoslovaquie reconstituée.
Le village fut rattaché à la ville de Košice en 1976.